# Farinata degli Scornigiani
Farinata degli Scornigiani (fl. XIII secolo) è stato un nobile italiano, figlio di Marzucco degli Scornigiani.

## Biografia
Fu fratello di quel Gano degli Scornigiani citato da Dante in Purgatorio - Canto VI (...e quel da Pisa / che fé parer lo buon Marzucco forte.), collocato fra gli spiriti morti per forza, vale a dire deceduti per morte violenta nel pieno della gioventù e che ebbero dunque solo l'ultimo momento della loro vita per pentirsi dei propri peccati; alcuni commentatori propendono tuttavia per identificare con questo spirito lo stesso Farinata.
Fu ucciso dal pisano Baccio (o Boccio o Beccio) da Caprona, nel contesto delle innumerevoli lotte intestine per il predominio di Pisa.